# ميخائيل غروبر (متزحلق نوردي مزدوج)
ميخائيل غروبر (بالألمانية: Michael Gruber)‏ هو متزحلق نوردي مزدوج نمساوي، ولد في 5 ديسمبر 1979 في Schwarzach im Pongau ‏ في النمسا.

## وصلات خارجية
- ميخائيل غروبر على موقع الاتحاد الدولي للتزلج (التزلج على المنحدرات الثلجية) (الإنجليزية)
- ميخائيل غروبر على موقع الاتحاد الدولي للتزلج (التزلج الريفي) (الإنجليزية)
- ميخائيل غروبر على موقع الاتحاد الدولي للتزلج (التزلج النوردي المزدوج) (الإنجليزية)
- ميخائيل غروبر على موقع أوليمبيديا (الإنجليزية)